# Уран-233
Уран-233 е изкуствено получен изотоп на урана. Използва се в няколко ядрени реактора като ядрено гориво. Има период на полуразпад от 160 000 години.
Получава се при бомбардирането на торий-232 с неутрони. Торий-232 абсорбира неутрон и се превръща в торий-233, който има период на полуразпад от 22 минути. След това се превръща в протактиний-233 посредством бета разпад. Този изотоп има период на полуразпад от 27 дни, след което отново чрез бета разпад се превръща в уран-233.